# Бугайов Ігор Віталійович
Ігор Віталійович Бугайов (рум. Igor Bugaiov, * 26 червня 1984, Бендери, Молдавська РСР) — молдовський та казахський футболіст, нападник казахського клубу «Тобол» з Костаная.
Виступав за національну збірну Молдови.

## Клубна кар'єра
Професійну кар'єру розпочав 2002 року у клубі «Динамо» з рідного міста. За два роки перейшов до тираспільського «Тилігул-Тираса», виступами за який привернув увагу представників одеського «Чорноморця», до складу якого приєднався наприкінці 2005. У чемпіонатах України дебютував 5 березня 2006 року у грі проти полтавської «Ворскли», відзначившись забитим голом у цій зустрічі, що завершилась з рахунком 2:1 на користь одеситів. Відіграв у складі «Чорноморця» два роки.
Протягом 2008—2009 років захищав кольори румунського «Чахлеула», російського «Урала» та молдовської «Академії», не зміг закріпитися у складі жодного із цих клубів. Сезон 2009—2010 розпочав вже у запорізькому «Металурзі», однак й тут не зміг вразити тренерів команди, провівши за команду у Прем'єр-лізі України лише 3 гри.
2010 року приєднався до «Локомотива» з Астани. В 2012 році продовжив кар'єру в "Тоболі" (Костанай).

## Виступи за збірні
Незважаючи на не дуже вдалу клубну кар'єру, протягом 2007—2009 років був одним з основних нападників національної збірної Молдови, у складі якої, станом на липень 2010 року, відіграв у 41 офіційному матчі, під час яких відзначився 6 забитими голами.

## Титули та досягнення
- Володар Кубка Казахстану (1):

«Астана»: 2010
- Володар Суперкубка Казахстану (1):

«Астана»: 2011
- Володар Кубка Молдови (1):

«Мілсамі»: 2017/18